# Lafon
Lafon är ett län (county) i Sydsudan. Det ligger i delstaten Eastern Equatoria, i den sydöstra delen av landet, öster om huvudstaden Juba.